# 대한민국의 신문 목록
다음은 한국어 신문의 목록이다. 이 목록은 현재 폐간된 (대한제국 및 일제강점기 때 창간된) 신문이 포함한다. 참고로 한국 최초의 근대적 신문은 조선 후기 (1883년, 고종 20년)에 발행된 한성순보이며 조선시대 말기에 창간된 또 다른 신문은 독립신문이다.

## 일간지

### 종합지
| 신문 이름    | 창간년도                                    | 발행 형태 | 비고 |
| ------------ | ------------------------------------------- | --------- | --- |
| 조선일보     | 1920년 3월 5일 창간 (1945년 11월 23일 복간) | 조간      | 자매지: 스포츠조선, 소년조선일보 |
| 동아일보     | 1920년 4월 1일 창간 (1945년 12월 1일 복간)  | 조간      | 자매지: 스포츠동아, 어린이동아 |
| 중앙일보     | 1965년 9월 22일                             | 조간      | 창간 시기부터 삼성그룹의 소유였으나 99년 계열 분리 자매지: 중앙 SUNDAY, 중앙데일리 |
| 한국일보     | 1954년 6월 9일                              | 조간      | 2014년부터 동화그룹이 소유 자매지: 코리아 타임즈, 소년한국일보 |
| 경향신문     | 1946년 10월 6일                             | 조간      | 1990년부터 한화그룹의 소유였으나 98년 계열 분리 |
| 서울신문     | 1946년 11월 23일                            | 조간      | 1904년 7월 18일: 대한매일신보로 탄생되었다가 1946년에 서울신문으로 제호를 변경. 그 후 1998년 11월 11일 다시 대한매일로 환원했다가 2004년 1월 1일 다시 현 이름인 서울신문으로 복귀 정부지분이 60%인 기획재정부 소유의 국가공영신문사 자매지: 스포츠서울 |
| 한겨레       | 1988년 5월 15일                             | 조간      | 1970년 자유언론수호투쟁과정에서 해직된 기자 등으로 구성된 투쟁위원회 회원들의 창간 준비와 국민 모금으로 창간 |
| 국민일보     | 1988년 12월 10일                            | 조간      | 여의도순복음교회 자본으로 만든 신문 |
| 세계일보     | 1989년 2월 1일                              | 조간      | 창간 시기부터 통일그룹 소유 자매지: 스포츠월드 |
| 문화일보     | 1991년 11월 1일                             | 석간      | 창간 시기부터 현대그룹의 소유였으나 98년 계열 분리 자매지: 디지털타임즈 |
| 내일신문     | 1993년 10월 9일                             | 석간      | |
| 아시아투데이 | 2005년                                      |           | |

### 문화, 스포츠.연예
| 신문 이름    | 창간년도         | 발행 형태 | 비고 |
| ------------ | ---------------- | --------- | --- |
| 스포츠조선   | 1990년 3월 21일  | 조간      | |
| 스포츠동아   | 2008년 3월 24일  | 조간      | |
| 일간스포츠   | 1969년 9월 26일  | 조간      | 창간 시기부터 한국일보의 소유였으나 2003년 7월 14일부로 중앙일보 소유로 바뀌었고 2022년 6월부터 KG그룹으로 넘어갔다. |
| 스포츠서울   | 1985년 6월 22일  | 조간      | |
| 스포츠경향   | 2004년 11월 30일 | 조간      | 2001년 9월 21일 굿데이를 창간했지만 재정상의 이유로 2004년 11월 13일부로 폐간했다. 그 후 11월 30일에 세트 판매 독자들 위한 스포츠.연예 전문지 스포츠 칸을 창간했고 2005년 5월 16일 가판대 판매를 통한 판매 범위를 확대했다. |
| 스포츠월드   | 2005년 11월 11일 | 조간      | |
| 컬처타임즈   | 2019년           |           | 대한민국 문화 언론사 |
| 뉴스크라이브 | 2019년           |           | 대한민국의 인터넷 신문사 |

### 경제 신문
| 신문 이름    | 창간년도         | 발행 형태 | 비고 |
| ------------ | ---------------- | --------- | --- |
| 대한경제신문 | 1964년 3월 2일   | 조간      | ≪대한경제≫는 1964년 3월 2일 '건설통보'를 시작으로 2008년 8월 ≪건설경제≫로 변경되었다가 2020년 10월 현재의 제호로 변경한 일간 종합경제신문이다. 서울특별시 강남구 논현동 건설회관 [(T)02-547-5080]에 있으며, 신개념 종합경제지를 지향하는 한편 자매지인 '건설경제'에서 심도 있는 건설·부동산 뉴스를 제공하고 있다. ≪대한경제≫는 뉴스 콘텐츠 판매나 출판 사업 등 다양한 사업을 펼치고 있고, ≪대한건설협회≫와 ≪건설공제조합≫, ≪재단법인 한국건설산업연구원≫이 100% 주주로 구성되어 있어 안정적 운영과 재정이 탄탄하다. |
| 매일경제신문 | 1966년 3월 24일  | 조간      | |
| 한국경제신문 | 1964년 10월 12일 | 조간      | |
| 서울경제신문 | 1960년 8월 1일   | 조간      | 창간 시기부터 한국일보의 자매지였으나 2000년 10월 1일 계열 분리. |
| 헤럴드경제   | 1973년 12월 21일 | 조간      | 창간 당시 제호는 내외경제신문이었으나 2003년 5월 지금의 이름으로 변경 |
| 아시아경제   | 1988년 6월 15일  | 석간      | 창간 당시 제호는 제일경제신문이었으나 2007년 6월 지금의 이름으로 변경 |
| 파이낸셜뉴스 | 2000년 6월 23일  | 조간      | |
| 이투데이     | 2006년 4월 26일  |           | |
| 머니투데이   | 2001년 6월 19일  |           | |
| 데일리경제   | 2002년           |           | |
| 아주경제     | 2007년           |           | |

### 지방지

#### 경인권
- 중부일보
- 인천일보
- 기호일보
- 경인일보
- 경인매일신문
- 경기일보
- 경기신문

#### 충청권
- 충청일보
- 충청투데이 - 1990년 창간 (창간 당시 제호는 《대전매일》, 2005년 제호변경)
- 충청매일  - 1999년 창간 (창간 당시 제호는 《한빛일보》, 2007년 제호변경)
- 중도일보
- 중부매일
- 대전일보
- 동양일보
- 금강일보
- 충남일보
- 충북일보
- 충청타임즈
- 충민일보
- 충청신문
- 충청도민신문
- 대전타임즈
- 대전투데이
- 모두서치

#### 영남권
- 경남신문
- 경남일보
- 경북일보
- 경남매일
- 경남도민일보
- 경북도민일보
- 경북매일신문
- 대구연합일보
- 한남일보
- 경산신문
- 경상일보
- 경안일보
- 창원일보
- 국제신문
- 대구신문
- 부산일보
- 매일신문
- 영남일보
- 영남신문
- 울산매일
- 울산신문
- 일간뉴스경남
- 울산제일일보
- 신울산일보
- TK신문
- 대경일보
- 부산파이낸셜뉴스
- 경남도민신문

#### 호남권
- 광남일보
- 광주일보
- 광주타임스
- 광주매일신문
- 전주일보
- 전북일보
- 전남일보
- 전북중앙신문
- 전북도민일보
- 호남신문
- 무등일보
- 전남매일
- 호남매일
- 전북중앙신문
- 전민일보
- 새전북신문
- 전라매일
- 남도일보
- 서남일보
- 호남제일신문
- 조간호남일보
- 광주드림
- 광주전남아침신문
- 전북연합신문
- 전광일보
- 전북타임스
- 일간광주신문
- 전남도민일보
- 전북매일신문
- 매일광주신문
- 남도투데이
- 새만금일보
- 희망일보

#### 강원권
- 강원일보
- 강원도민일보

#### 제주권
- 제주일보
- 제주신문 - 2007년 4월 창간 (창간 당시 제호는 《제주우먼타임스》,2007년《제주프레스》,2013년《제주신문》제호변경)
- 제민일보
- 한라일보
- 제주매일

### 특수목적신문

#### 영자신문
- 코리아타임스 - 1950년 창간
- 코리아헤럴드 - 1953년 창간
- 중앙데일리 - 2000년 창간

#### IT.전자
- 전자신문 - 1982년 창간
- 디지털타임스 - 2000년 창간

#### 정책
- 국방일보 - 1964년 창간

#### 환경
- 에너지경제신문 - 1989년 창간
- 환경일보 - 2000년 창간
- 뉴스펭귄 - 2017년 창간

#### 에너지
- 한국에너지신문 - 1994년 창간
- 투데이에너지 - 1998년 창간
- 에너지신문 - 2010년 창간

#### 법률
- 법률신문 - 1950년 창간

## 주간지

### 종합지
- 일요신문
- 중앙 SUNDAY

### 경제지
- 파이낸셜경제신문

### 미디어.방송지
- 미디어오늘
- 기자협회보

### 특수목적신문

#### 여성
- 여성신문 - 1988년 창간
- 여성소비자신문 - 2012년 창간
- 여성경제신문  - 2014년 창간

#### 국토·교통
- 철도신문
- 국토매일
- 교통신문

## 격주간지
- 노동자연대

## 월간지
- 법률신문 - 1950년 창간

## 무료신문

### 종이신문
- 메트로 (신문) <종합>
- 이데일리 <경제>

### 인터넷 신문
| - AsiaN - 경제투데이 - 노컷뉴스 - 뉴데일리 - 뉴스핌 - 데일리NK - 데일리안 - 딴지일보 - 레디앙 - 마이데일리 - 뉴스크라이브 | - 미디어스 - 민중의소리 - views&news - 브레이크뉴스 - 새파란뉴스 - 아이비타임즈 코리아 - OhmyNews - PD저널 - 문자와문화 - 아태경제저널 | - 이데일리 - JPNews - 주얼리 코리아 - 참세상 - 코나스 - 코리아옵저버 - 쿠키뉴스 - 컬처타임즈 - 프레시안 - GO발뉴스 - 신문고뉴스 |

## 폐간·휴간된 신문
- 한성순보 - 1883년 창간, 1884년 발행중단
- 독립신문 - 1896년 창간, 1899년 폐간
- 황성신문 - 1898년 창간, 1910년 폐간
- 경성일보 - 1905년 창간, 1945년 폐간
- 조선중앙일보 - 1924년 창간, 1939년 폐간
- 민족일보 - 1961년 2월 창간, 1961년 5월 폐간

### 종합지
- 신아일보(구) - 1965년 창간, 1980년 폐간
- 팔도일보 - 1990년 8월 창간, 1990년 12월 폐간 (횡령 및 경영난으로 파산)

### 스포츠.연예
- 스포츠투데이 - 1999년 창간, 2006년 폐간 (2007년부터 인터넷 신문으로 전환)
- 굿데이 (신문) - 2001년 창간, 2004년 폐간 (2004년부터 스포츠칸으로 변경)
- 스포츠 한국 - 2004년 창간, 2013년 폐간 (2013년부터 인터넷 신문은 한국아이닷컴에서 종이신문은 한국일보가 한국스포츠경제로 이름을 바꾸고 운영)

### 무료 신문 (종이신문)
- 포커스신문 (조간) - 2003년 창간, 2014년 폐간
- AM7 (조간) - 2003년 창간, 2013년 폐간
- 데일리 줌 (조간) - 2004년 창간, 2009년 폐간
- 노컷 뉴스 (조간) - 2006년 창간, 2014년 폐간 (경영난으로 파산)
- 시티신문 (석간) - 2007년 창간, 2013년 폐간
- Evening (석간) - 2008년 창간, 2011년 폐간 (이데일리가 인수)

## 같이 보기
- 조선민주주의인민공화국의 신문

1. ↑  조준혁 (2022년 4월 8일). “중앙일보S 매체 인수 설명회에 회장 직접 참석한 KG그룹”. 미디어오늘. 2022년 11월 18일에 확인함.